# Supremacia

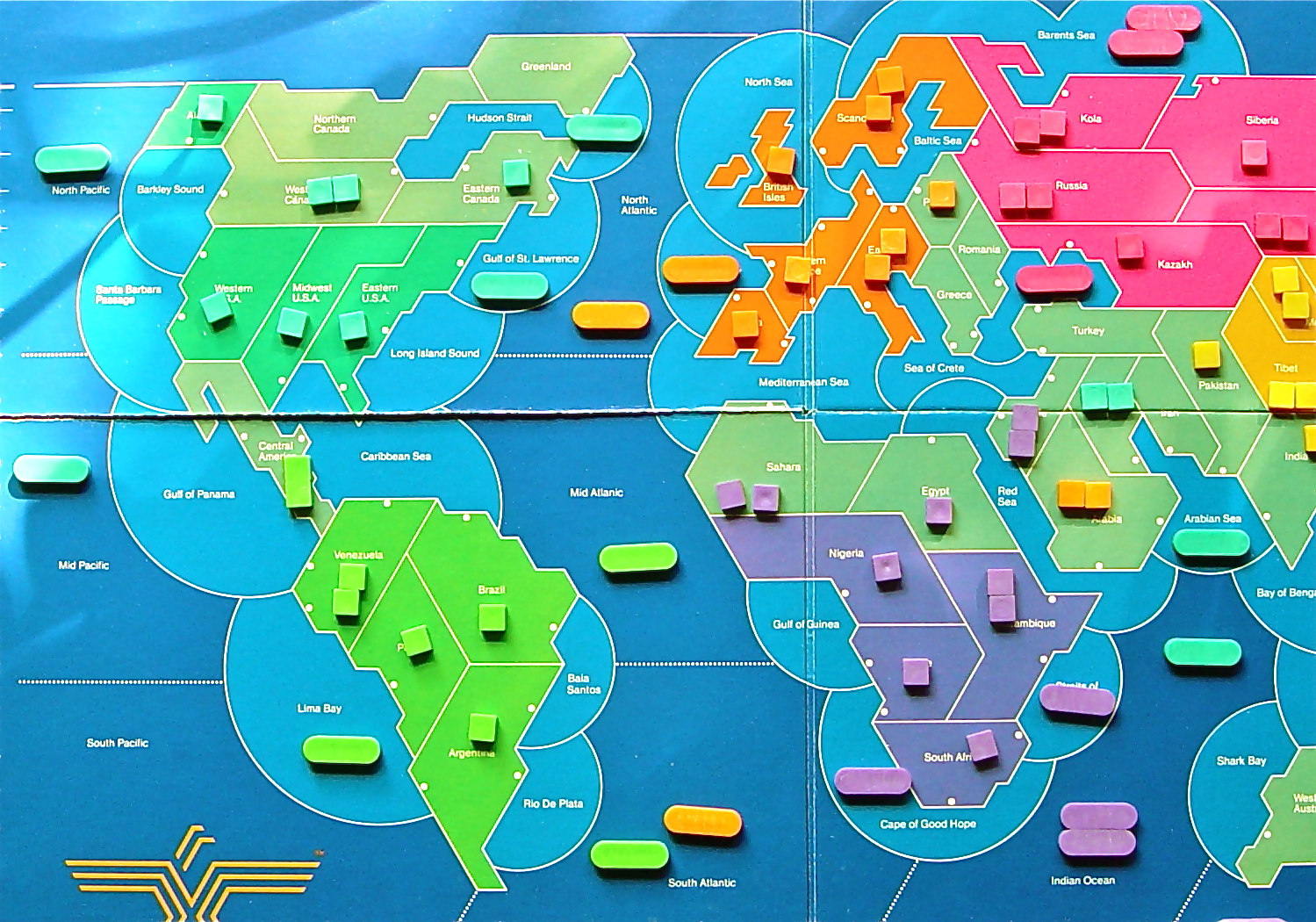
Tabuleiro e peças

Supremacia: O Jogo das Superpotências é um jogo de tabuleiro publicado originalmente em 1984 pela Supremacy Games. No Brasil o jogo foi distribuído pela Grow.  

## Objetivo
O jogo consiste na disputa militar e econômica entre superpotências. Seus principais pontos são o uso de dinheiro, recursos e bombas atômicas. O objetivo é a conquista global, através da captura, destruição e falência dos oponentes.

## Tabuleiro
O mapa é similar a outros jogos de estratégia global, como War, dividido em territórios, com algumas diferenças:
- Existência de territórios marítimos (com diferença entre mares e oceanos),
- Cada jogador inicia com uma superpotência, com um grupo definido de territórios,
- Existência de territórios neutros.

O tabuleiro também possui um gráfico de bolsa de valores, no qual ilustra-se o preço dos recursos do jogo: cereal, minério e petróleo.

### As superpotências
O jogo original dispôe de seis superpotências:
- Confederação da América do Sul,
- Federação dos Estados Africanos,
- Liga das Nações Européias,
- República Popular da China,
- Estados Unidos da América,
- União das Repúblicas Socialistas Soviéticas.

## Recursos
Um dos principais objetivos do jogo é o acúmulo de recursos para a manutenção e construção de armas.
- Cereal: usado no deslocamento por terra,
- Minério: usado na construção de armas estratégicas,
- Petróleo: usado no deslocamento por mar e pelo ar.

Os três recursos, em conjunto, também são gastos na construção de exércitos e armadas e na condução de guerra convencional.
Pode-se conseguir recursos das seguintes formas:
- Produção: possuindo cartas de recursos, localizadas em seus territórios,
- Compra: através da bolsa de valores ou negociação direta com outros jogadores.

O jogador ainda pode realizar prospecção de novas cartas de recursos, usualmente localizadas em territórios neutros não explorados/ conquistados.

## Unidades militares
O jogo possui duas unidades militares básicas:
- Exército: desloca-se por terra e pelo ar,
- Esquadra: desloca-se pelos mares e oceanos, podendo carregar exércitos para ataques anfíbios.

## Armas estratégicas
O jogo original possui dois tipos de armas estratégicas:
- Bombas atômicas: usadas para inutilizar um território,
- Laser-stars: usados na defesa contra bombas atômicas.

Para o jogador construir bombas atômicas ou laser-stars, ele deve primeiro realizar a prospecção da tecnologia, o que geralmente é um processo dispendioso. Logo após a prospecção bem-sucedida, uma para cada tipo de arma, o jogador é capaz de construir diretamente.
O ponto limite das armas estratégicas é em seu uso exagerado: ao detonar-se 12 bombas atômicas no tabuleiro, declara-se holocausto nuclear e o jogo termina empatado.

## Pontos favoráveis e desfavoráveis
O jogo possui o grande atrativo do uso de dinheiro e armas nucleares. Seu principal ponto negativo são os jogos de iniciantes, que quase sempre terminam em holocausto.
O jogo é apreciado pelo grau de realidade na condução de ataques convencionais, quase sempre dispendiosos, e no gerenciamento econômico das superpotências.